# Andrzej Kondratiuk
Andrzej Kondratiuk (20 tháng 7 năm 1936 - 22 tháng 6 năm 2016)  là đạo diễn, nhà biên kịch, diễn viên và quay phim người Ba Lan.

## Tiểu sử
Kondratiuk tốt nghiệp Trường Điện ảnh Quốc gia ở Łódź năm 1963.
Andrzej Kondratiuk sản xuất những bộ phim kinh phí thấp và thường lựa chọn các diễn viên và cá nhân ngay gần vị trí quay phim, kể cả những người nghiệp dư. Một số bộ phim quay ở Gzowo gần Pułtusk.
Mặc dù một số bộ phim của ông (chẳng hạn như Wniebowzięci và Hydrozagadka) được xếp vào những bộ phim đình đám và đoạt nhiều giải thưởng, song không phải là những bộ phim bom tấn.

## Đời tư
Đạo diễn Andrzej Kondratiuk là anh trai của đạo diễn phim Janusz Kondratiuk. Ông kết hôn với nữ diễn viên Iga Cembrzyńska.

## Danh sách phim có sự góp mặt của đạo diễn
- 1963 - Kobiela na plaży
- 1963 - Niezawodny sposób
- 1965 - Monolog trębacza
- 1966 - Chciałbym się ogolić
- 1966 - Klub profesora Tutki
- Năm 1967 - Fluidy
- 1970 - Hydrozagadka
- 1970 - Dziura w ziemi
- 1972 - Skorpion, Panna i Łucznik
- 1972 - Dziewczyny do wzięcia
- 1973 - Wniebowzięci
- 1973 - Jak to się robi
- 1976 - Czy jest tu panna na wydaniu?
- 1979 - Pełnia
- 1982 - Gwiezdny pył
- 1984 - Cztery pory roku
- 1986 - Vụ nổ lớn
- 1990 - Mleczna droga
- 1991 - Ene... do... like... fake. . .
- 1993 - Wesoła noc smutnego biznesmena
- 1995 - Wrzeciono czasu
- 1997 - Słoneczny zegar
- 2000 - Pamiętnik filmowy Igi C.
- 2001 - Córa marnotrawna
- 2004 - Bar pod młynkiem
- 2007 - Pamiętnik Andrzeja Kondratiuka

Khi đang học tại Trường Điện ảnh quốc gia ở Łódź:
- 1958 - Juvenalia w Łodzi
- 1958 - Zakochany Pinokio
- 1959 - Dedykacja
- 1959 - Noe (kịch bản: M. Kijowskim)
- 1960 - Obrazki z podróży